# Home Sweet Home (película de 1973)
Home sweet Home (en español No tiren a los viejos por la ventana) es una película cómica franco-belga dirigida por Benoît Lamy en 1973.

## Sinopsis
Comedia de culto que narra una revuelta de los jubilados que viven en una residencia de ancianos en Bruselas, con ayuda de la enfermera Claire (Claude Jade) y del trabajador social Jacques (Jacques Perrin). La comedia recibió un total de 14 premios internacionales y pasó a la historia como uno de los grandes hitos del cine francófono belga, tal y como recuerdan hoy los periódicos.

## Reparto
- Claude Jade - Señorina Claire
- Jacques Perrin - Jacques, asistente social
- Ann Petersen - Yvonne, directora de la residencia
- Marcel Josz - Jules Claes
- Jane Meuris - Flore
- Elise Mertens - Anna Van Grammelaer
- Jacques Lippe - Comisario de policía
- Andrée Garnier - Cora
- Dynma Appelmans - Marguerite Van Der Plats
- Henriette Lambeau - Annette Poels
- Josée Gelman - Simone

- Datos: Q1751690